# Liste der Naturdenkmale in Bassenheim
Die Liste der Naturdenkmale in Bassenheim nennt die im Gemeindegebiet von Bassenheim ausgewiesenen Naturdenkmale (Stand 2. Mai 2024).

## Naturdenkmale
| Nr.         | Bezeichnung                | Lage                                      | Beschreibung                                                        | Bild                          |
| ----------- | -------------------------- | ----------------------------------------- | ------------------------------------------------------------------- | ----------------------------- |
| ND-7137-386 | Baumallee zum Karmelenberg | südwestlich des Ortes; Flur Zu Vings Lage | ca. 1 km lange Allee aus Quercus sp., Fagus Sylvatica und Tilia sp. | mehr Fotos \| Fotos hochladen |